# Nokere Koerse 1976
La Nokere Koerse 1976, trentunesima edizione della corsa, si svolse il 16 marzo per un percorso con partenza ed arrivo a Nokere. Fu vinta dal belga Luc Leman della squadra Miko-De Gribaldy-Superia davanti ai connazionali Lucien De Brauwere e Geert Malfait.

## Ordine d'arrivo (Top 10)
| Pos. | Corridore           | Squadra                  | Tempo    |
| ---- | ------------------- | ------------------------ | -------- |
| 1    | Luc Leman           | Miko-De Gribaldy-Superia | 3h30'00" |
| 2    | Lucien De Brauwere  | Carlos                   | a 5"     |
| 3    | Geert Malfait       | Maes Pils-Rokado         | s.t.     |
| 4    | Serge Vandaele      | Maes Pils-Rokado         | s.t.     |
| 5    | Willy Abbeloos      | Maes Pils-Rokado         | s.t.     |
| 6    | Bruno Jaremko       | Ebo-Cinzia               | s.t.     |
| 7    | Lucien Van Impe     | Gitane-Campagnolo        | s.t.     |
| 8    | José Vanackere      | Maes Pils-Rokado         | s.t.     |
| 9    | Willy Van Neste     | Frisol-Gazelle           | s.t.     |
| 10   | Maurice Le Guilloux | Gan-Mercier-Hutchinson   | s.t.     |